# Archivschule Marburg

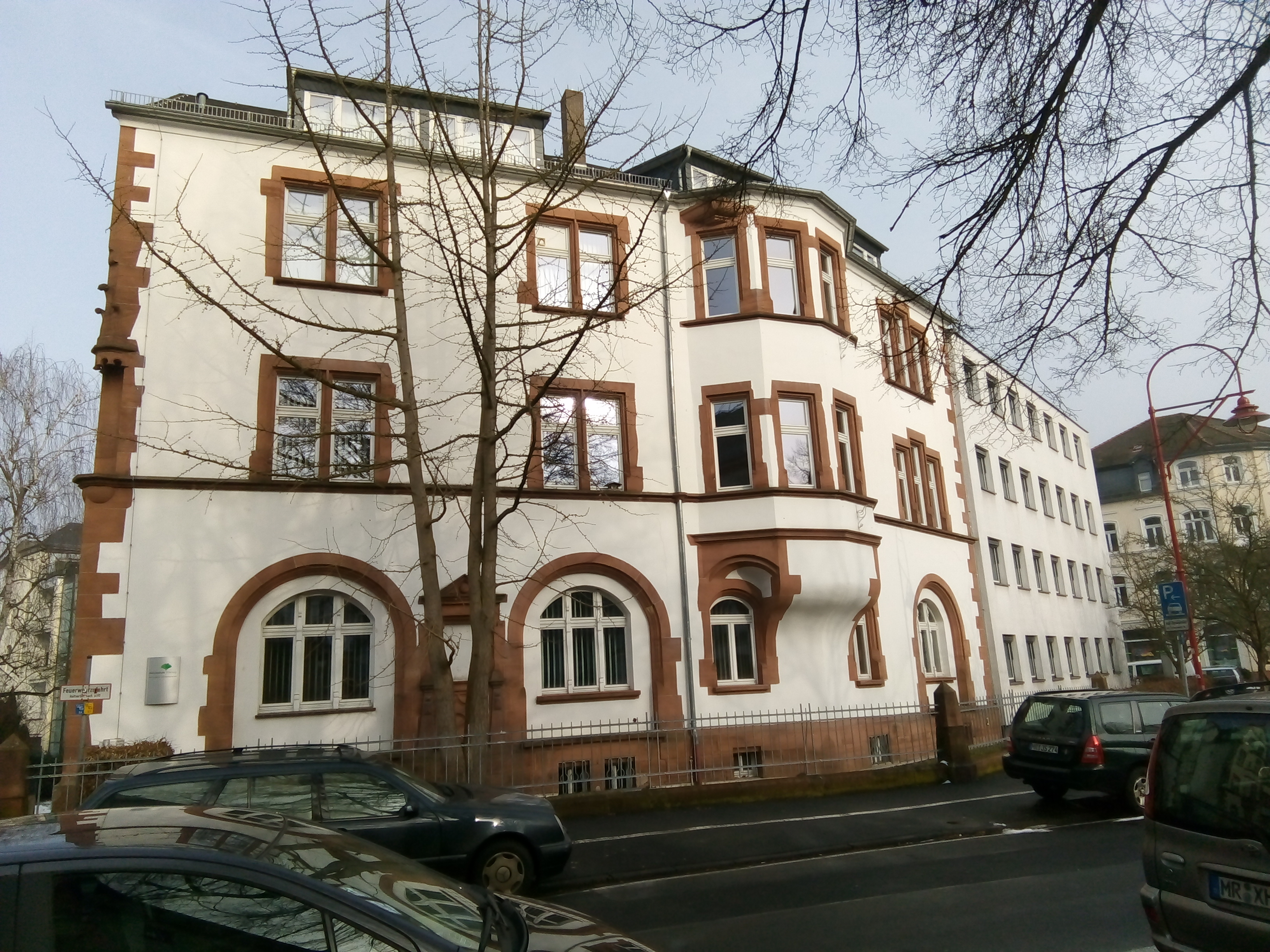
Gebäude der Archivschule in der Bismarckstr. 32

Die Archivschule Marburg – Hochschule für Archivwissenschaft ist eine Fachhochschule für Archivwesen und gleichzeitig Institut für Archivwissenschaft der Bundesrepublik Deutschland. Sie ist seit dem 1. Januar 2002 ein dem Hessischen Ministerium für Wissenschaft und Kunst unmittelbar nachgeordneter Landesbetrieb.

## Geschichte und Aufgaben
Die Archivschule wurde 1949 unter der Ägide des hessischen Kultusministers Erwin Stein gegründet. Sie entwickelte sich nach der endgültigen Abwicklung der universitären Archivarsausbildung an der Humboldt-Universität zu Berlin in der Mitte der 1990er Jahre zur zentralen Aus- und Fortbildungseinrichtung des staatlichen deutschen Archivwesens. Hier werden die beamteten Archivarinnen und Archivare des höheren und gehobenen Archivdienstes ausgebildet.
Innerhalb der zweijährigen Ausbildung des höheren Dienstes besuchen die Archivassessorinnen/Archivassessoren für zwölf Monate die Archivschule und beenden sie mit der Archivarischen Staatsprüfung an der Archivschule Marburg. Innerhalb der dreijährigen Ausbildung des gehobenen Dienstes besuchen die Archivinspektoranwärterinnen bzw. -anwärter die Archivschule für 18 Monate und schließen diese Unterrichtsphase mit einer Zwischenprüfung ab. Nach der praktischen Ausbildung im Herkunftsarchiv findet dort die Laufbahnprüfung statt, mit der sie als Archivinspektorinnen und -inspektoren in den Archivdienst übernommen werden und den Titel Diplom-Archivarin bzw. -archivar erhalten.
Zudem werden kostenpflichtige Fort- und Weiterbildungskurse mit externen Dozenten für im Archivwesen Tätige und Interessierte angeboten.
In Deutschland existieren zwei ähnliche Einrichtungen. In ihrem Fachbereich Informationswissenschaften ermöglicht die Fachhochschule Potsdam eine Ausbildung zum Bachelor (B.A. Archiv), eine Fernweiterbildung zum gleichen Abschluss sowie einen Fernweiterbildungs-Masterstudiengang Archivwissenschaft. Allein für den bayerischen mittleren, gehobenen und höheren Archivdienst bildet die Bayerische Archivschule aus, die bei der Generaldirektion der Staatlichen Archive Bayerns angesiedelt ist.

## Leiter der Archivschule
Die Leiter der Archivschule waren bis zur Verselbstständigung 1994 zugleich Leiter des Hessischen Staatsarchivs Marburg.
| 1950–1954 | Ludwig Dehio                  |
| 1954–1963 | Johannes Papritz              |
| 1963–1973 | Kurt Dülfer                   |
| 1973–1981 | Hans Philippi                 |
| 1981–1994 | Wilhelm Alfred Eckhardt       |
| 1994–2001 | Angelika Menne-Haritz         |
| 2001–2003 | Rainer Polley (kommissarisch) |
| 2003–2009 | Frank M. Bischoff             |
| 2009–2010 | Rainer Polley (kommissarisch) |
| seit 2010 | Irmgard Christa Becker        |

## Absolventen (Auswahl)
| 1950 | Helmut Dahm (1913–1996), Archivreferent im NRW-Kultusministerium (1965–1978)                                    |
| 1950 | Gisela Vollmer (1922–2005), Schriftleiterin der Zeitschrift Der Archivar (1967–1984)                            |
| 1950 | Hellmuth Gensicke (1917–2006), Direktor des Hessischen Hauptstaatsarchivs (bis 1982)                            |
| 1954 | Dietrich Andernacht (1921–1996), Direktor des Stadtarchivs Frankfurt am Main (1959–1983)                        |
| 1954 | Helmut Lahrkamp (1922–2007), Leiter des Stadtarchivs Münster (1961–1985)                                        |
| 1954 | Hans Philippi (1916–2010), Leiter des Staatsarchivs und der Archivschule Marburg (1973–1981)                    |
| 1955 | Hans Booms (1924–2007), Präsident des Bundesarchivs (1972–1989)                                                 |
| 1959 | Hugo Stehkämper (1929–2010), Leiter des Historischen Archivs der Stadt Köln (1969–1994)                         |
| 1959 | Eckhart G. Franz (1931–2015), Leiter des Hessischen Staatsarchivs Darmstadt (bis 1996)                          |
| 1961 | Wilhelm Janssen (1933–2021), Leiter des Hauptstaatsarchivs Düsseldorf (1972–1992)                               |
| 1962 | Wolf Erich Kellner (1930–1964), Assessor am Staatsarchiv Marburg, Landespolitiker                               |
| 1964 | Friedrich Kahlenberg (1935–2014), Präsident des Bundesarchivs (1989–1999)                                       |
| 1965 | Dieter Brosius (* 1936), Leiter des Hauptstaatsarchivs Hannover (1989–2001)                                     |
| 1967 | Gerhard Taddey (1937–2013), Leiter des Staatsarchivs Ludwigsburg (1993–2002)                                    |
| 1969 | Peter Dohms (1941–2019), Schriftleiter der Zeitschrift Der Archivar (1990–2006)                                 |
| 1970 | Antjekathrin Graßmann (* 1940), Leiterin des Archivs der Hansestadt Lübeck (1978–2005)                          |
| 1970 | Heinz-Günther Borck (* 1942), Leiter der Landesarchivverwaltung Rheinland-Pfalz (1991–2007)                     |
| 1970 | Bernhart Jähnig (* 1941), Historiker, Archivar und Hochschullehrer                                              |
| 1972 | Eckart Henning (* 1940), Leiter des Archivs zur Geschichte der Max-Planck-Gesellschaft (1984–2006)              |
| 1973 | Leo Peters (* 1944), Archivar, Historiker und Autor                                                             |
| 1974 | Niklot Klüßendorf (* 1944), Numismatiker und Hochschullehrer                                                    |
| 1974 | Norbert Reimann (* 1943), Leiter des Westfälischen Archivamtes (1987–2008), Vorsitzender des VdA (1993–2001)    |
| 1976 | Hartmut Weber (* 1945), Präsident des Bundesarchivs (1999–2011)                                                 |
| 1976 | Friedrich Battenberg (* 1946), Leiter des Hessischen Staatsarchivs Darmstadt (1998–2011)                        |
| 1977 | Gerhard Menk (1946–2019), Archivoberrat am Hessischen Staatsarchiv Marburg (1978–2010)                          |
| 1978 | Dietmar Bartz (* 1957), Journalist                                                                              |
| 1979 | Ludwig Biewer (* 1949), Leiter des Politischen Archivs des Auswärtigen Amtes (2003–2014)                        |
| 1979 | Rainer Polley (* 1949), stellv. Leiter der Archivschule Marburg (1994–2014)                                     |
| 1980 | Manfred von Boetticher (* 1947), Leiter des Niedersächsischen Hauptstaatsarchivs Hannover (2001–2013)           |
| 1980 | Johannes Mötsch (* 1949), Leiter des Thüringischen Staatsarchivs Meiningen (1997–2014)                          |
| 1980 | Jürgen Kloosterhuis (* 1950), Leiter des Geheimen Staatsarchivs Preußischer Kulturbesitz (1996–2017)            |
| 1982 | Angelika Menne-Haritz (* 1949), Vizepräsidentin des Bundesarchivs (2006–2014)                                   |
| 1982 | Wilfried Reininghaus (* 1950), Präsident des Landesarchivs Nordrhein-Westfalen (2004–2013)                      |
| 1983 | Robert Kretzschmar (* 1952), Leiter des Landesarchivs Baden-Württemberg (2006–2018)                             |
| 1985 | Arie Nabrings (* 1952), Leiter des LVR-Archivberatungs- und Fortbildungszentrums (2007–2018)                    |
| 1985 | Thomas Vogtherr (* 1955), Historiker und Hochschullehrer                                                        |
| 1985 | Michael Diefenbacher (* 1956), Leiter des Stadtarchivs Nürnberg (1990–2019), Vorsitzender des VdA (2009–2013)   |
| 1985 | Ernst Otto Bräunche (* 1954), Leiter des Stadtarchivs Karlsruhe (1985–2020)                                     |
| 1986 | Manfred Rasch (* 1955), Leiter des ThyssenKrupp-Konzernarchivs (1992–2018)                                      |
| 1986 | Klaus Neitmann (* 1954), Direktor des Brandenburgischen Landeshauptarchivs (1993–2020)                          |
| 1986 | Ulrich Hussong (* 1953), Leiter des Stadtarchivs Marburg (1988–2015)                                            |
| 1989 | Klaus Graf (* 1958), Geschäftsführer des Hochschularchivs der RWTH Aachen (seit 2004)                           |
| 1991 | Michael Hollmann (* 1961), Präsident des Bundesarchivs (seit 2011)                                              |
| 1991 | Ingrid Wölk (* 1961), Leiterin des Bochumer Stadtarchivs (2004–2019)                                            |
| 1991 | Ulrich Simon (1954–2018), stellvertretender Leiter des Archivs der Hansestadt Lübeck (1992–2007)                |
| 1993 | Bettina Wischhöfer (* 1961), Leiterin des Landeskirchlichen Archivs Kassel (seit 1994)                          |
| 1995 | Christoph Schmider (* 1960), Leiter des Erzbischöflichen Archivs Freiburg (seit 1998)                           |
| 1995 | Bettina Schmidt-Czaia (* 1960), Leiterin des Historischen Archivs der Stadt Köln (seit 2005)                    |
| 1995 | Ulrike Höroldt (* 1961), Direktorin des Geheimen Staatsarchivs Preußischer Kulturbesitz (seit 2017)             |
| 1996 | Frank M. Bischoff (* 1959), Präsident des Landesarchivs NRW (seit 2013)                                         |
| 1996 | Gerold Bönnen (* 1964), Leiter des Stadtarchivs Worms (seit 1996)                                               |
| 1997 | Mechthild Black-Veldtrup (* 1960), Leiterin des Landesarchivs NRW, Abteilung Westfalen (seit 2004)              |
| 1997 | Irmgard Christa Becker (* 1963), Leiterin der Archivschule Marburg (seit 2010), Vorsitzende des VdA (2013–2016) |
| 1999 | Lorenz Beck (1969–2013), Direktor des Archivs der Max-Planck-Gesellschaft (2006–2013)                           |